# Yahya Jabrane
Yahya Jabrane (in arabo يحيى جبران‎?; Settat, 18 giugno 1991) è un calciatore ed ex giocatore di calcio a 5 marocchino, centrocampista del Wydad Casablanca, di cui è capitano, e della nazionale marocchina.

## Carriera

### Nazionale
Nel 2012 ha partecipato alla Coppa del mondo di calcio a 5 con la nazionale marocchina, diventando il primo giocatore della storia del paese a segnare nella manifestazione.
Nel novembre del 2022, viene convocato dal CT Walid Regragui nella nazionale marocchina di calcio, in vista del Mondiale in Qatar. Qui, gioca due incontri, entrambi da subentrato, con il Marocco capace di concludere il torneo al quarto posto. In seguito al risultato storico ottenuto, nel dicembre successivo Jabrane e il resto della rosa marocchina sono stati insigniti dell'Ordine del Trono durante un ricevimento al Palazzo Reale di Rabat.

## Statistiche

### Cronologia presenze e reti in nazionale
| Cronologia completa delle presenze e delle reti in nazionale ― Marocco | Cronologia completa delle presenze e delle reti in nazionale ― Marocco | Cronologia completa delle presenze e delle reti in nazionale ― Marocco | Cronologia completa delle presenze e delle reti in nazionale ― Marocco | Cronologia completa delle presenze e delle reti in nazionale ― Marocco | Cronologia completa delle presenze e delle reti in nazionale ― Marocco | Cronologia completa delle presenze e delle reti in nazionale ― Marocco | Cronologia completa delle presenze e delle reti in nazionale ― Marocco |
| Data                                                                   | Città                                                                  | In casa                                                                | Risultato                                                              | Ospiti                                                                 | Competizione                                                           | Reti                                                                   | Note                                                                   |
| ---------------------------------------------------------------------- | ---------------------------------------------------------------------- | ---------------------------------------------------------------------- | ---------------------------------------------------------------------- | ---------------------------------------------------------------------- | ---------------------------------------------------------------------- | ---------------------------------------------------------------------- | ---------------------------------------------------------------------- |
| 21-1-2018                                                              | Casablanca                                                             | Marocco                                                                | 0 – 0                                                                  | Sudan                                                                  | Campionato delle nazioni africane 2018 - 1º turno                      | -                                                                      |                                                                        |
| 21-9-2019                                                              | Blida                                                                  | Algeria                                                                | 0 – 0                                                                  | Marocco                                                                | Qual. Campionato delle nazioni africane 2020                           | -                                                                      |                                                                        |
| 19-10-2019                                                             | Berkane                                                                | Marocco                                                                | 3 – 0                                                                  | Algeria                                                                | Qual. Campionato delle nazioni africane 2020                           | -                                                                      |                                                                        |
| 18-1-2021                                                              | Douala                                                                 | Marocco                                                                | 1 – 0                                                                  | Camerun                                                                | Campionato delle nazioni africane 2020 - 1º turno                      | 1                                                                      |                                                                        |
| 22-1-2021                                                              | Douala                                                                 | Marocco                                                                | 0 – 0                                                                  | Ruanda                                                                 | Campionato delle nazioni africane 2020 - 1º turno                      | -                                                                      |                                                                        |
| 26-1-2021                                                              | Douala                                                                 | Uganda                                                                 | 2 – 5                                                                  | Marocco                                                                | Campionato delle nazioni africane 2020 - 1º turno                      | -                                                                      |                                                                        |
| 31-1-2021                                                              | Douala                                                                 | Marocco                                                                | 3 – 1                                                                  | Zambia                                                                 | Campionato delle nazioni africane 2020                                 | -                                                                      |                                                                        |
| 3-2-2021                                                               | Limbe                                                                  | Marocco                                                                | 4 – 0                                                                  | Camerun                                                                | Campionato delle nazioni africane 2020                                 | -                                                                      | 80’                                                                    |
| 7-2-2021                                                               | Yaoundé                                                                | Mali                                                                   | 0 – 2                                                                  | Marocco                                                                | Campionato delle nazioni africane 2020                                 | -                                                                      |                                                                        |
| 26-3-2021                                                              | Nouakchott                                                             | Mauritania                                                             | 0 – 0                                                                  | Marocco                                                                | Qual. Coppa d'Africa 2021                                              | -                                                                      | 17’ 45’                                                                |
| 8-6-2021                                                               | Marrakech                                                              | Marocco                                                                | 1 – 0                                                                  | Ghana                                                                  | Amichevole                                                             | -                                                                      | 83’ 90’                                                                |
| 12-6-2021                                                              | Marrakech                                                              | Marocco                                                                | 1 – 0                                                                  | Burkina Faso                                                           | Amichevole                                                             | -                                                                      | 67’                                                                    |
| 1-12-2021                                                              | Al Wakrah                                                              | Marocco                                                                | 4 – 0                                                                  | Palestina                                                              | Coppa araba FIFA 2021 - 1º turno                                       | -                                                                      | 83’                                                                    |
| 4-12-2021                                                              | Al Rayyan                                                              | Giordania                                                              | 0 – 4                                                                  | Marocco                                                                | Coppa araba FIFA 2021 - 1º turno                                       | 1                                                                      |                                                                        |
| 12-12-2021                                                             | Doha                                                                   | Marocco                                                                | 2 – 2 dts (5 – 7 dtr)                                                  | Algeria                                                                | Coppa araba FIFA 2021 - Quarti di finale                               | -                                                                      |                                                                        |
| 13-6-2022                                                              | Casablanca                                                             | Liberia                                                                | 0 – 2                                                                  | Marocco                                                                | Qual. Coppa d'Africa 2023                                              | -                                                                      |                                                                        |
| 23-9-2022                                                              | Cornellà de Llobregat                                                  | Marocco                                                                | 2 – 0                                                                  | Cile                                                                   | Amichevole                                                             | -                                                                      | 82’                                                                    |
| 17-11-2022                                                             | Sharja                                                                 | Marocco                                                                | 3 – 0                                                                  | Georgia                                                                | Amichevole                                                             | -                                                                      |                                                                        |
| 1-12-2022                                                              | Doha                                                                   | Canada                                                                 | 1 – 2                                                                  | Marocco                                                                | Mondiali 2022 - 1º turno                                               | -                                                                      | 85’                                                                    |
| 10-12-2022                                                             | Doha                                                                   | Marocco                                                                | 1 – 0                                                                  | Portogallo                                                             | Mondiali 2022 - Quarti di finale                                       | -                                                                      | 82’                                                                    |
| Totale                                                                 |                                                                        | Presenze                                                               | 20                                                                     |                                                                        | Reti                                                                   | 2                                                                      |                                                                        |

## Palmarès

### Club

#### Competizioni nazionali
- Campionato marocchino: 3

Wydad Casablanca: 2018-2019, 2020-2021, 2021-2022

#### Competizioni internazionali
- CAF Champions League: 1

Wydad Casablanca: 2021-2022